# Benz (Amt Neuburg)
Pour les articles homonymes, voir Benz.
Benz est une municipalité allemande du land de Mecklembourg-Poméranie-Occidentale et l'arrondissement du Mecklembourg-du-Nord-Ouest. Elle est située dans l'Amt Neuburg.